# Waaslandtunnel
De Waaslandtunnel, in de volksmond ook de "konijnenpijp" genoemd is de oudste voertuigentunnel onder de Schelde die Antwerpen verbindt met Linkeroever. Het is na de Annie Cordytunnel de langste autotunnel van België. Het nummer van deze weg is N49a.

## Geschiedenis
Begin 1900 was er een steeds groter wordende nood aan een verbinding tussen beide oevers. Vergevorderde plannen werden gestopt door het uitbreken van de Eerste Wereldoorlog. Na de oorlog kreeg alles een ander uitzicht door de snelle opkomst van de auto. Op initiatief van de toenmalige burgemeester Frans Van Cauwelaert, kregen de plannen in 1929 hun vaste vorm door de stichting van de Intercommunale Maatschappij van den Linker Scheldeoever (IMALSO). Na grondig onderzoek besloot de IMALSO niet één, maar twee tunnels te bouwen. Eén voor voertuigen (Waaslandtunnel) en een andere voor voetgangers en fietsers (Sint-Annatunnel).

### Bouw
De werken vingen aan op 1 maart 1931 en werden uitgevoerd door de Compagnie Internationale des Pieux Armés Frankignoul. Op de rechteroever werden huizen, pakhuizen en een brouwerij gesloopt. De Brouwersvliet werd drooggelegd, zodat men een bedding verkreeg voor de voertuigentunnel, en daarna voorgoed gedempt. Het grootste deel van de tunnel werd geboord door zeer waterrijke grijze en groene zandlagen. Slechts een deel onder de Schelde gaat door een dichte kleilaag.

### Opening

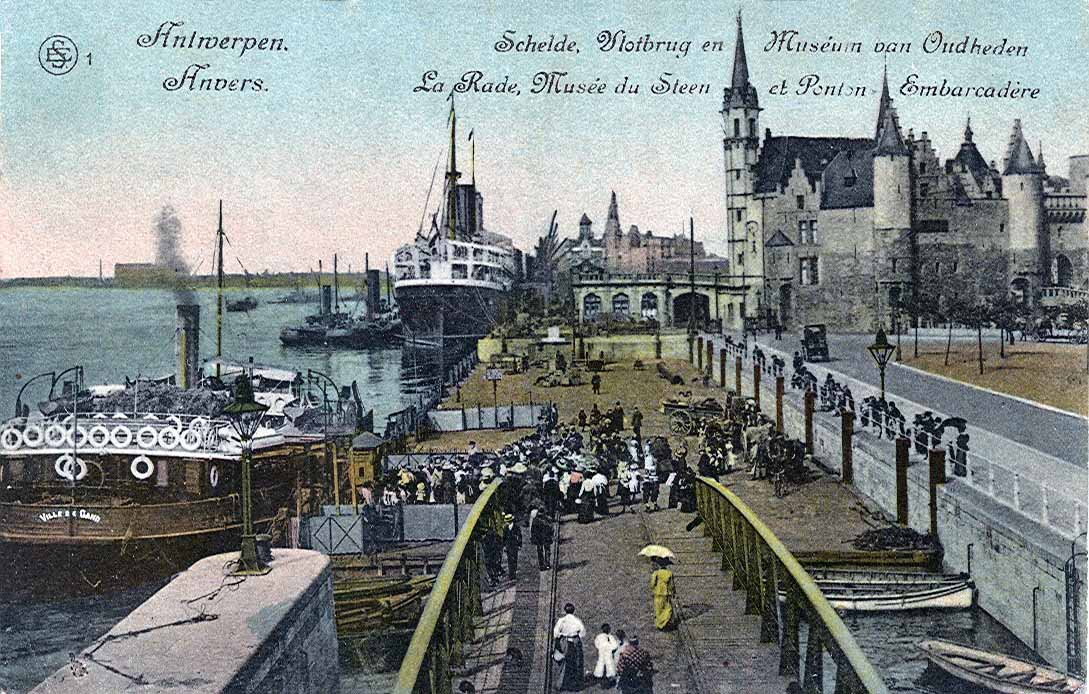
Veerboot naar de linkeroever rond 1914

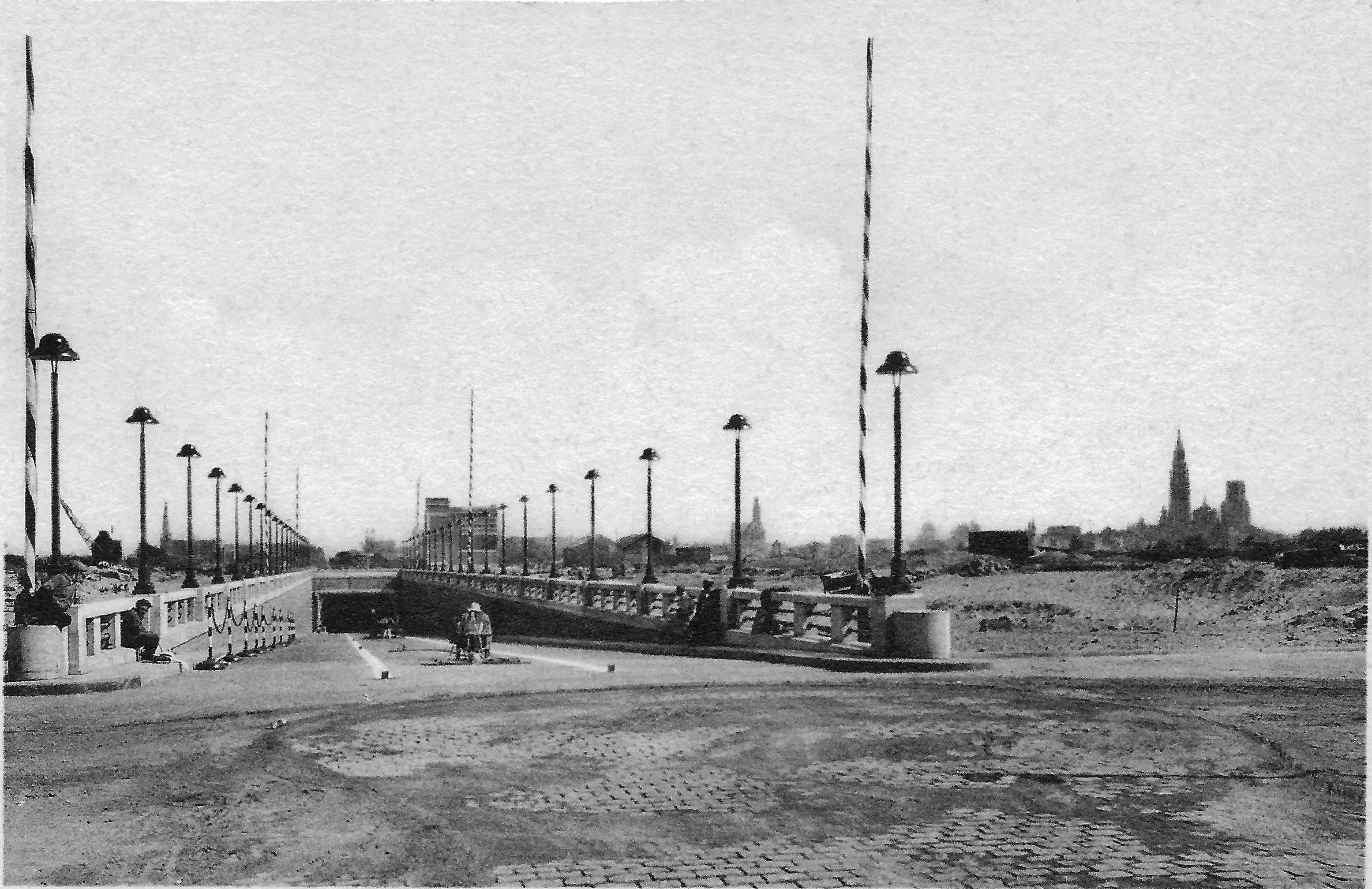
Tunnelingang linkeroever (1933), met rechts op de achtergrond de O.L.V.-kathedraal en de Boerentoren

De opening vond plaats op 10 september 1933 en werd bijgewoond door koning Albert I en koningin Elisabeth. Onder leiding van de toondichter Renaat Veremans werden het lied Tunnelgroet en de cantate Heilzang ten gehore gebracht. Verdere festiviteiten waren: een waterstoet, zeilwedstrijden, een zwemfeest, een festival voor zangverenigingen, internationale rally's voor auto's, motorfietsen, rijwielen en vliegtuigen, een beiaardconcert, een bloemententoonstelling en een optocht van schoolkinderen. Een bronzen medaille met een diameter van zeven centimeter herinnert ons aan dit evenement. Hij is gedateerd 1933 en ondertekend door Fonson.
De tunnel was ontworpen voor een piekdebiet van 1000 voertuigen per uur in elke richting. In 1934 reden meer dan 450.000 voertuigen door de tunnel. Een noviteit was het gebruik van lagedruknatriumlampen.

### Tol
Aanvankelijk moest tolgeld worden betaald. Begin jaren 30 waren daarover verhitte discussies. Het leverde zelfs communautaire meningsverschillen op in de Kamer over Vlamingen die tol moeten betalen om de Schelde over te steken, terwijl Luikenaars geen tol moesten betalen om de Maasbruggen over te steken. De tol werd op 31 juli 1958 afgeschaft.

### Oorlog
Het terugtrekkende Franse leger heeft in 1940 de tunnels opgeblazen. Het herstel heeft enkele weken geduurd. Het terugtrekkende Duitse leger heeft in 1944 de toegangen van de tunnel beschadigd en heeft de tunnel onder water laten lopen. Het herstel van de tunnel heeft meerdere jaren geduurd.

## Beschrijving

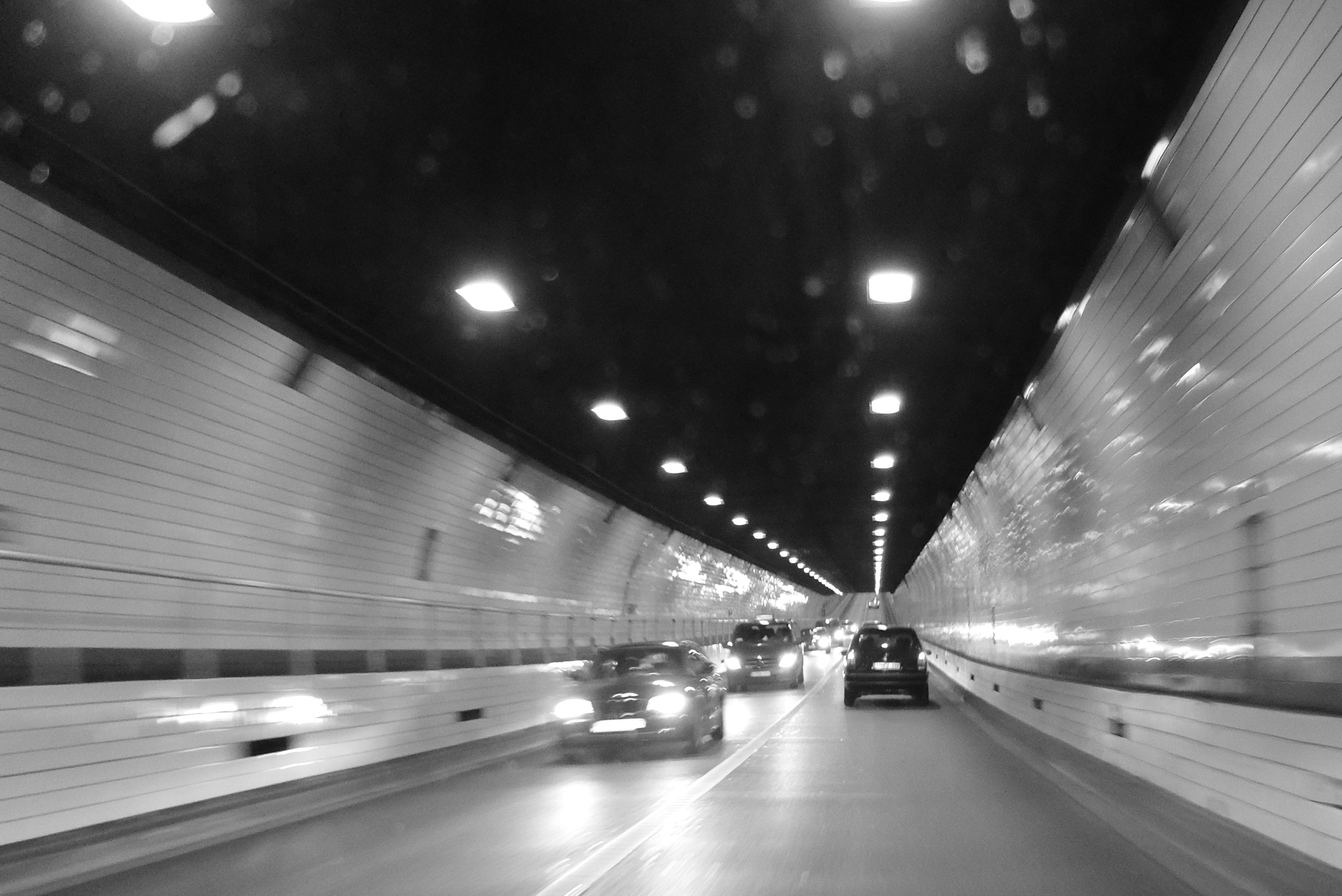
Waaslandtunnel

De tunnel is een cilindervormige pijp uit drie delen. Een betonnen sectie op linker- en rechteroever, en een gietijzeren middendeel van 1236 m met betonnen bekleding. De totale lengte van de tunnel is 2110,85 m. De lengte van portaal tot portaal 1768,85 m. De uitwendige diameter is 9,40 m en de inwendige 8,70 m. De breedte van de rijweg in de tunnel is 6,75 m. De eenvormige helling bedraagt 3,5 cm per meter.
De maximumdiepte tussen gemiddeld hoog water en het bovenste raakvlak van de tunnel is 26,59 m. Het diepste punt, het onderste raakvlak van de cilinder, ligt op 37,65 m onder de deksteen van de kademuur.
De tunnel werd over de grootste lengte onder luchtdruk uitgevoerd door middel van een handschild met een buitendoormeter van 9,40 m. De tunnelbekleding bestaat uit gietijzer elementen met loodvoegen (analoog aan de Sint-Annatunnel). De binnenwand werd bekleed met keramische muurtegels in modernistische stijl, vervaardigd door de NV Manufactures Ceramiques d'Hemixem, Gilliot en Cie uit Hemiksem. De bouw werd toegewezen voor 240 miljoen BEF (ongeveer 6 miljoen euro).
De rijrichting op de rijstroken in de tunnel kon op piekmomenten gedraaid worden. Zo werden 's avonds beide rijstroken gebruikt voor het verkeer dat het centrum verliet. Hiertoe werden er matrixborden geplaatst boven de ingangen van de tunnel (zie foto 1).
Vanaf 18 augustus 2011 wordt de Waaslandtunnel niet meer afgesloten in één rijrichting. Door een heraanleg van de Tunnelplaats op de rechteroever kon de maatregel - waarbij één tunnelkoker werd afgesloten om via beide rijvakken het verkeer stad in- of uitwaarts te laten rijden - definitief afgeschaft worden. De tunnel blijft nu permanent beschikbaar voor het verkeer in beide richtingen, elk over één rijstrook.
In de tunnel zijn geen vrachtwagens zwaarder dan 3,5 ton toegestaan. De Waaslandtunnel wordt beheerd door het Vlaamse Gewest (Agentschap Wegen en Verkeer).
De tunnel is aan renovatie toe, dit zal pas mogelijk zijn als de nieuwe Scheldetunnel in het kader van de Oosterweelverbinding af is. Om de veiligheid te garanderen werd vanaf 2024 een snelheidslimiet tot 30 km/h ingesteld. Vanaf eind september 2024 wordt doorgaand verkeer ontmoedigd en is de tunnel enkel voor lokaal verkeer.

## Andere verbindingen
Andere verbindingen tussen beide oevers zijn de Sint-Annatunnel (voetgangers en fietsers), de Kennedytunnel, de Brabotunnel (pre-metro), de Liefkenshoektunnel (toltunnel) en de Antigoontunnel (spoortunnel). Sinds het najaar van 2017 is er gestart met de bouw van de Oosterweelverbinding, die zorgt voor een bijkomende verbinding.